# Der Heiland auf dem Eiland
Der Heiland auf dem Eiland ist eine deutsche Comedyserie mit dem Umfang von zwei Staffeln mit insgesamt vierzehn Episoden, die in den Jahren 2004 und 2005 vom Sender RTL produziert wurde.
Die Erstausstrahlung fand am 28. Januar 2004 um 21:45 Uhr auf RTL statt.

## Handlung
Der katholische Pfarrer Karl-Heinz Erdmann (Jürgen von der Lippe) wird auf Grund seiner etwas sinnesfrohen Auslegung der christlichen Lehre von der Kirche strafversetzt. Sein Bischof hat sich als Verbannungsort für die abgelegene und gottverlassene Nordseeinsel Soonderney entschieden. Was Erdmann nicht weiß: Seit vielen Jahren hat sich schon kein Pfarrer mehr zu den skurrilen Inselbewohnern getraut. Schon bei der Ankunft in seiner neuen Kirche gerät Pfarrer Erdmann mit seinem Gegenspieler, dem fast allmächtigen Bürgermeister Fredericksen aneinander.
Der ist auf der Suche nach seinem Sohn Helge. Helge soll sich dem gefürchteten Kabeljautest unterziehen, den jeder Soonderneyer Junge vor seinem 13. Geburtstag bestehen muss und ist deshalb in die Kirche geflüchtet. Unterstützt wird Erdmann bei seinem Versuch, Vater und Sohn wieder zu versöhnen, von der Haushälterin Frauke und dem Küster Hinner.

## Episoden

### Staffel 1

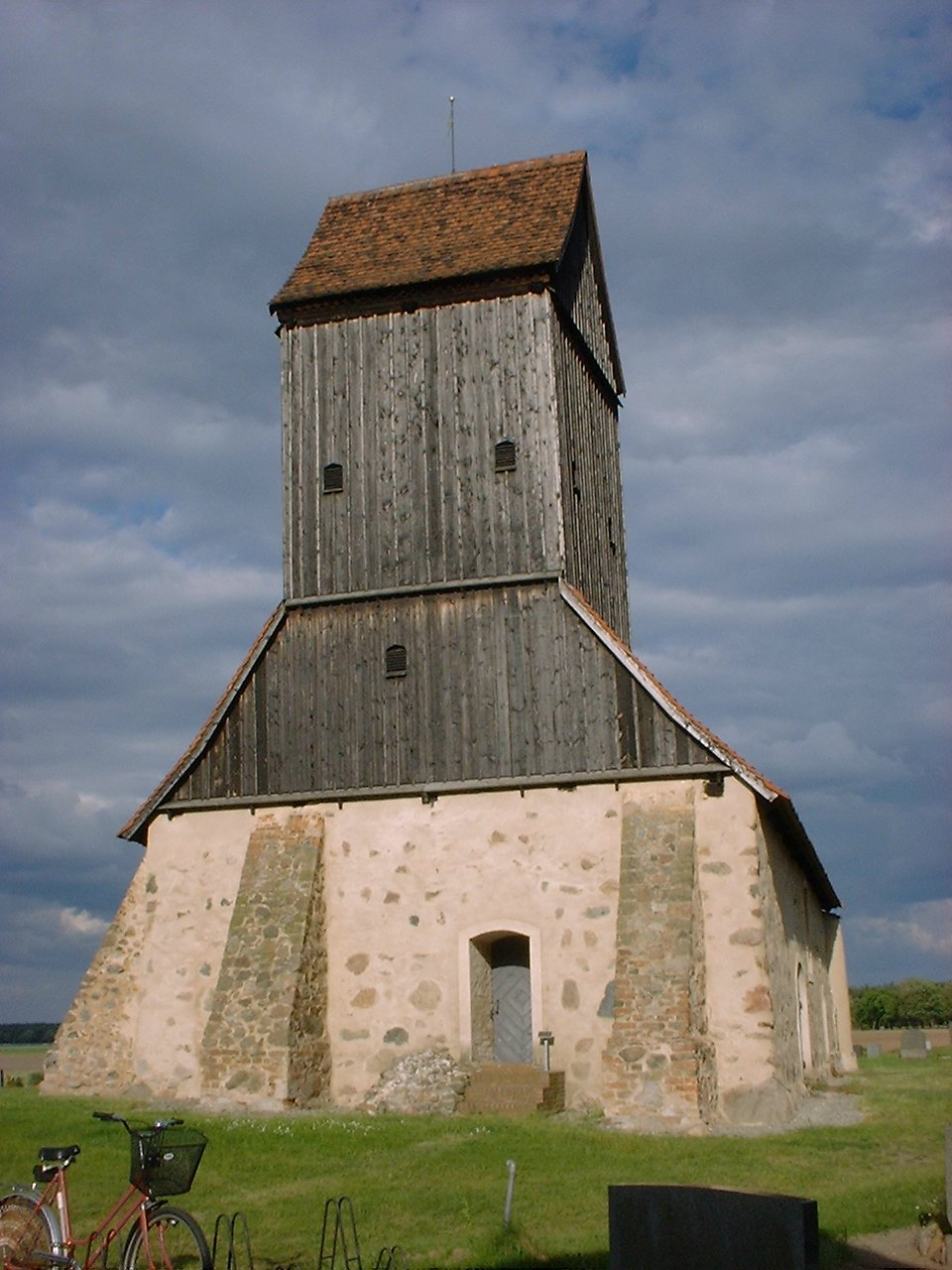
Drehort: Dorfkirche in Kanin

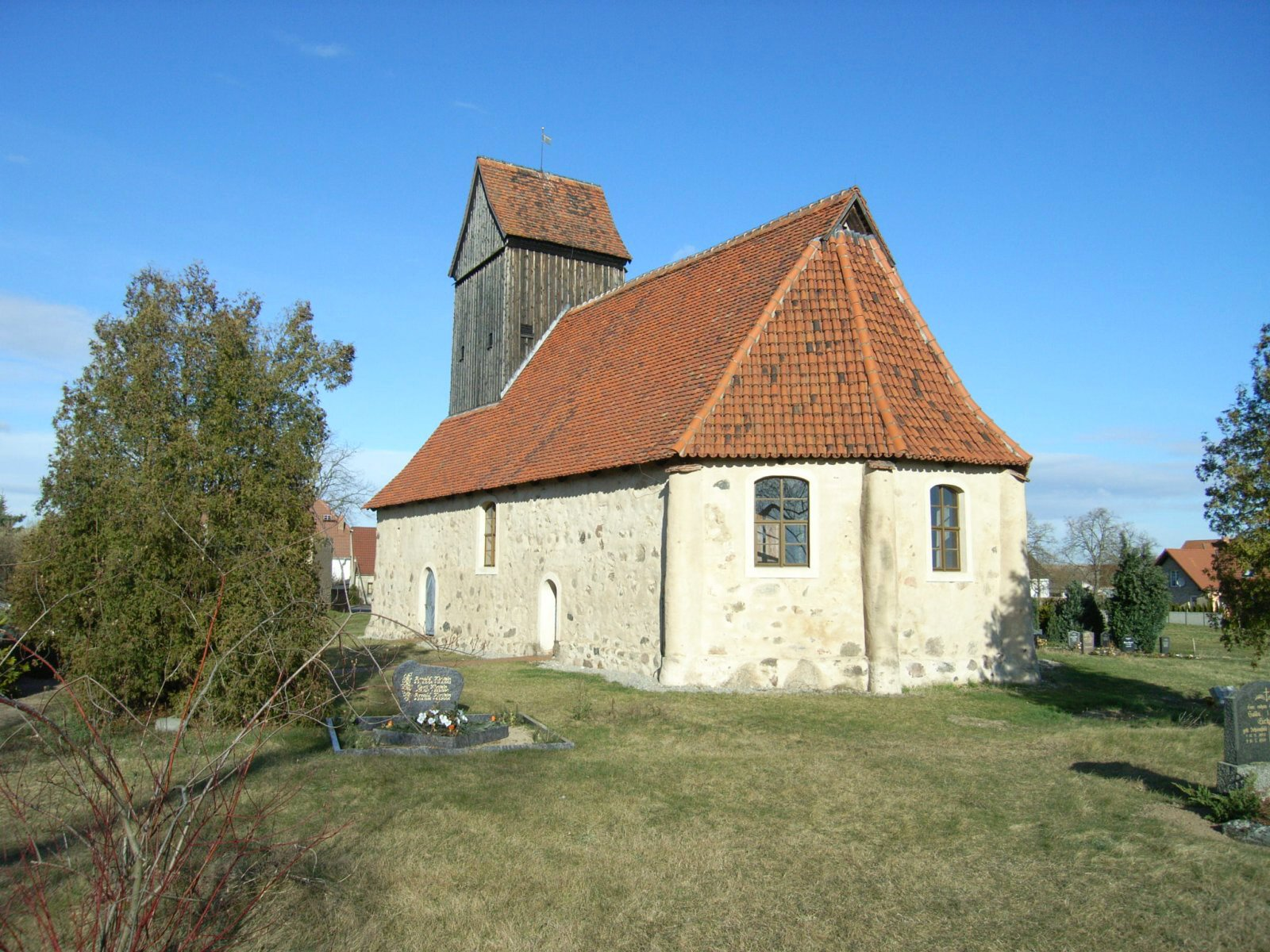
Kanin, Dorfkirche

- 1. Kabeljautest
- 2. In Amt und Würden
- 3. Wunder gibt es immer wieder
- 4. Die Schatzinsel
- 5. Stripshow
- 6. Findelkind

### Staffel 2
- 7. Mit allen Wassern gewaschen
- 8. Die Bossel-Meisterschaft
- 9. Die Braut, die sich nicht traut
- 10. Die üblichen Verdächtigen
- 11. Mama Mia
- 12. Romeo und Julia
- 13. Männerwirtschaft
- 14. Der Geist von Soonderney

## Bemerkungen
- Die Serie wurde von den italienischen Verfilmungen der Romane über Don Camillo und Peppone von Giovannino Guareschi inspiriert, blieb jedoch weit hinter den Zuschauererwartungen zurück und bekam sehr schlechte Kritiken. Aus diesem Grunde wurde die Serienproduktion nach nur zwei Staffeln wieder eingestellt.
- Jürgen von der Lippe spielte bereits eine ähnliche Rolle in Pfarrerskluft im Kinofilm Nich’ mit Leo (1994).
- Die Außenaufnahmen wurden auf der Nordseeinsel Pellworm gedreht. Die Kirche steht allerdings im brandenburgischen Dorf Kanin, ein Gemeindeteil des Beelitzer Ortsteils Busendorf.